# Solaris Urbino 15LE
Solaris Urbino 15LE (Solaris Urbino 15 Low Entry) — 15-метровий міжміський автобус, що випускається з 2008 року польською компанією Solaris Bus&Coach. Цей автобус є попри свої габарити міжміським, і є побудованим на базі міських автобусів Solaris Urbino. Автобуси Solaris Urbino 15LE, як і міські автобуси Solaris відповідають жорстким екологічним стандартам, також дані автобуси можуть випускатися з газобалонним двигуном — випускається модифікація Solaris Urbino 15CNG на метановому паливі замість дизельного. Окрім цих автобусів випускаються ще дві моделі автобусів — Solaris Urbino 12LE (12-метровий автобус і його модифікація CNG з газовим двигуном) і Solaris Alpino 8.9 LE (8.9-метровий міжміський автобус, «газової» модифікації не має).

## Описання моделі
Автобус Solaris Urbino 15LE є побудованим на базі свого міського низькопідлогового аналога Solaris Urbino 15, як і усі з групи Low Entry він має багато схожостей з міськими автобусами, однак інтер'єр є зовсім іншим, також є і чимало інших відмінностей. Соларіс Урбіно 15ЛЕ є універсальним автобусом, попри свої габарити він може добре працювати на міжміських рейсах і перевозити великі маси людей, до того ж, він є наполовину низькопідлоговим, що є дуже зручним для пасажирів. Автобус може працювати не тільки як приміський або міжміський, а також може використовуватися як шкільний автобус (наприклад, для розвезення школярів, екскурсій тощо). Лінійка Solaris Urbino Low Entry не є єдиною з міжміських автобусів, що випускаються Solaris Bus&Coach: у 2002 році побудовано 11-метровий Solaris Valletta, який випускається і надалі, у 2009 році на виставці Transexpo-2009 був презентований 12-метровий Solaris InterUrbino 12. Цей автобус, сам по собі, є досить крупним: довжина автобуса становить 14,59 метра (як і довжина Urbino 15 i Trollino 15), і водночас автобус є досить вертким на автошляхах. Кузов автобуса одноланковий, вагонного компонування, у автобуса тримальний кузов, який є інтегрованим з рамою, і усі елементи кріпляться вже на готовий кузов; кузов та обшивка автобуса зроблені з неіржавкої сталі, боковини та дах покриті листами неіржавкої сталі, передок і задок облицьовані склопластиком, це забезпечує кузову автобуса надійність і довговічність, та відповідно високий строк служби кузова.
Передок автобуса має багато схожостей з Solaris InterUrbino 12 і автобусами серії Урбіно; передок облицьований шаром склопластику, завдяки чому може блищати на сонці. На автобусі використано високе панорамне лобове скло, яке є суцільним, та загнутим з боків, безколірне; панорамне лобове скло, яке є дуже високим, набагато покращить комфорт водієві автобуса при керуванні транспортним засобом. На автобусі застосовано травмобезпечне лобове скло-триплекс, тобто, безскалкове лобове скло, яке обклеєне одним або більше шарами пластику, і може утримувати скалки; при сильному ударі, якщо скло розбивається, скалки залишаються у масі та не розсипаються; скалки лишаються у масі до повної заміни склопакету, і, відповідно не можуть нікого травмувати. Застосування безскалкового лобового скла є великою перевагою та ще одним аспектом підвищеного рівня безпеки на автобусі. Оскільки у автобуса панорамне і цільне лобове скло, у автобуса використано склоочисники горизонтального типу з великими полотно-насадками, що дозволяють відчистити максимально можливий відсоток поверхні скла від опадів, склоочисники, як і у багатьох автобусів Solaris є тришвидкісними; також є і функція склоомивача. Світлотехніка на передку представлена 10 фарами та 2 передніми габаритними вогнями. Усі фари мають округлу форму та малого розміру, і мають лінзове скління, завдяки чому значно збільшується їхня далекоглядність. Протитуманні фари та фари дальнього світла також малого розміру і мають лінзове скління. Бампер автобуса зварений з кузовом, чіткоокреслений, на ньому розміщене місце для бампера (усі рейсові автобуси мусять мати бортові номери). Над бампером автобуса розміщена характерна для стандартного пофарбування автобусів Solaris срібляста смуга, на якій розміщена емблема фірми Solaris Bus&Coach — вигнута літера S з підписом Solaris. На передку, окрім емблеми виробника, розміщено ще деякі символи, що є характерними для автобусів Solaris. Передок автобуса прикрашає такий символ компанії, як симпатична весела зелена такса (під малюнком з таксою написано «Low Entry» може бути і на іншій мові). Такса у лінійки Low Entry відрізняється від тої, що прикрашає передки автобусів Urbino: дана такса ще більш приземкувата, і узагалі присіла (передні лапки), що вказує на низький рівень підлоги (у передній частині), на дружність автобуса до екології (на це вказує колір шкіри такси), а також підвищену увагу до пасажирів автобуса. Малюнки з симпатичною таксою можуть розміщуватися і на боковинах, наприклад, однак це не є традиційні малюнки, вони переважно є нанесеними на презентаціях. Окрім «низькопідлогової» такси, на передку можуть розміщуватися і такі знаки: з правого боку передка розміщено іконку з інвалідом на синьому фоні, що позначує, що автобус може перевозити пасажирів у інвалідних візках; іконка з людиною з паличкою на синьому фоні позначає, що автобус є зручним для маломобільних людей і людей похилого віку. Бокові дзеркала заднього виду автобуса сферичного типу, і звішуються над місцем водія у стилі «вуха зайця», до того ж вони мають електропідігрів, що унеможливлює обмерзання і запотівання бокових дзеркал заднього виду; наявні і додаткові дзеркала, щоб забезпечити водієві кращий контроль за ситуацією на дорозі позаду автобуса (додаткове дзеркало має праве «вухо» Urbino 15LE). Над лобовим склом розміщено рейсовказівник автобуса; він є електронним, що є великою рідкістю для міжміських автобусів (однак, ще один автобус з ряду міжміських автобусів Solaris, InterUrbino 12, також має електронне табло-рейсовказівник). Сучасне електронне табло має суцільний дисплей і може, окрім літер та номера рейсу показувати і символи, як пауза, або те, що автобус є шкільним (знак «Діти», ПДР), наприклад, подібний знак видно на фотографії автобуса у картці (див. вище).
Як і у інших автобусів Solaris Urbino, моторний відсік автобуса знаходиться на його задньому звисі; однак — рівень підлоги автобуса у його задній частині салону є досить високим, а тому, двигун автобуса було легко вміщено під підлогу салону, у звичайних Urbino моторний відсік з двигуном частково вилізав у салон, і відбирав 2 місця з заднього ряду (однак, це не було страшною проблемою, ці місця легко могли компенсуватися будь-де на іншому місці у салоні автобуса); автобус комплектується дизельним двигуном моделі DAF PR265, потужністю 266 кіловат; однак, у модифікації CNG застосовується газобалонний двигун моделі Cummins ISL G320 (238 кіловат); у модифікації CNG газобалонове обладнання (балони з метаном усередині) розміщені на даху автобуса. Автобус Solaris Urbino 15LE, як і усі автобуси виробництва Solaris Bus&Coach (не тільки міські і міжміські) відповідає жорстким екологічним стандартам викидів Euro-4, а гібридний Solaris Urbino 18 Hybrid пішов ще далі, він відповідає стандарту викидів Euro-5. Узагалі, автобус комплектується якісними іноземними компонентами (шасі, елементами інтер’єру, двигунами, коробка передач). Мости автобуса виконані німецькою фірмою ZF, передня підвіска автобуса незалежна, задня залежна пневматична з регуляторами рівня підлоги автобуса; у автобуса наявна система кнілінгу кузова (ECAS), завдяки якій автобуса може присідати до рівня тротуару, наприклад, на зупинках. Гальмівна система автобуса
- робоче гальмо — (гальмо приводиться у дію натиском на педаль гальма, а сповільнення залежить від сили натиску) — пневматичне, двоконтурне, з розділом по осях, з ABS i ASR (EBS об'єднує їх у себе);
- стоянкове гальмо (потрібне для утримання автобуса нерухомо під час зупинок, зазвичай це ручний важіль) — ручний важіль, що діє на гальмівні механізми ведучого моста (центрального моста).
- допоміжне гальмо — трансмісійно інтегрований сповільнювач, що влаштований у автоматичну коробку передач;
- ABS — у автобуса наявна антиблокувальна система ABS
- ASR — у автобуса наявна антиблокувальна система ASR
- Повітряний ключ — у автобуса наявна система блокування руху автобуса з відкритими або незачиненими дверима.

Автобус є тривісним, через його габарити, безсумнівно, найбільше навантаження йде на його центральну вісь, задня вісь є додатковою. Зазвичай, колеса автобуса оснащені дисками. До салону автобуса ведуть двері притискного типу (які відкриваються паралельно до кузова), передні двері автобуса одностулкові; задні двостулкові, двостулкові теж притискного типу. Двері автобуса мають розвинуте скління, та оснащені тонованими склопакетами, до того ж травмобезпечними (безскалковими); у автобуса наявна система протизащемлення пасажирів, двері при затисненні пасажирів автоматично відходять на свою попередню позицію; автобус має систему «повітряного ключа», яка блокує рух автобуса з відкритими або незачиненими дверима. Автобус Solaris Urbino 15LE є напівнизькопідлоговим: передня частина салону, де розміщено усі дверні отвори, якраз має низький рівень підлоги у 32 сантиметри; автобус має систему кнілінгу, за допомогою він здатен «присідати» на 7 сантиметрів і підійматися на 6 сантиметрів; завдяки кнілінгу, автобус може присісти до рівня тротуару, що є дуже зручним для усхі пасажирів; завдяки низькому рівню підлоги біля усіх входів, автобус здатний перевозити інвалідів у візках і маломобільних людей; двері є дуже зручними завдяки тому, що вони відкриваються притискаючись, тобто звільнюють увесь дверний отвір. Салон автобуса є зовсім іншим, аніж у автобусів Urbino, оскільки автобус є міжміським; особливістю салону є те, що передня частина (у якій розміщені усі двері) має низький рівень підлоги, а задня, розрахована виключно на сидячих пасажирів, бо не має поручнів там і до неї ведуть дві сходинки (подібний дизайн салону можна побачити ще у російського автобуса ГолАЗ 6228.10); однак польський автобус є набагато сучаснішим та має багато переваг. Підлога салону застелена суцільнотягненим листом лінолеуму з блискітками. Поручні у автобуса розміщені лише у передній частині салону; автобус розрахований на перевезення стоячих пасажирів, однак небагатьох (якщо працює як шкільний то узагалі не розрахований); горизонтальні поручні розміщені по усій довжині передньої частини салону, на них розміщені спеціальні кнопки виклику до водія (наприклад, як зупинка на вимогу); вертикальних поручнів зовсім небагато, деякі з них вигнуті і прикручені до сидячих місць (точніше, до їх ручок). Сидіння м'які, роздільного типу; у них обшиті і спинка, і подушка; задня спинка зроблена з пластику, іноді, на задніх спинках крісел можна побачити емблему Solaris Bus&Coach; сидіння обшиті м'якою синтетичною тканиною, яка може бути розшита різними дизайнерськими елементами, як розшитими лініями, надписами або малюнками (наприклад, на задній спинці одного з крісел автобуса Solaris InterUrbino 12, який побував на презентації Transexpo-2009 було зображено веселу зелену таксу, що є відомим символом компанії). Оскільки автобус є лише міжміським такими речами, як відкидні міні-столики, сервіс-блоки (регулювання потоку повітря від кондиціонера або конвектора, індивідуальне освітлення — усе це регулюється пасажирами самими через кнопки, що розміщені біля кожного з рядів), або сітки для тримання невеликих речах, як у справжніх туристичних лайнерів, звичайно відсутні; однак, крісла оснащені таким елементом, як відкидні пластикові підлокітники. Сидіння (усі) розміщено попарно, у «вищій» частині салону їх більше ніж у «нижчій»; задній ряд має 5 сидінь та розміщений на своєрідному помості, оскільки двигун розміщено під підлогою на задньому звисі; розміщення двигуна під підлогою дозволило розмістити на задньому ряді 5 сидінь. У салоні, залежно від комплектації, розміщено від 46 до 61 сидіння, що доводить велику місткість 14.6-метрового автобуса. Слід також зазначити іще один елемент підвищеного рівня безпеки у автобусі — вони обладнані справжніми ременями безпеки.
Автобус недарма має назву Low Entry він має низький рівень підлоги при вході, отже може перевозити неповносправних пасажирів у інвалідних візках, і, до того ж має усе необхідне для цього: навпроти середніх дверей (які є двостулковими), розміщений висувний пандус габаритами 1000×905 (у міліметрах), який розкладається і складається вручну; на відміну від звичайних міських автобусів Urbino, накопичувального майданчика навпроти середніх дверей немає: її місце зайняли сидіння, а спеціальне інвалідне місце розміщене справа від середніх дверей, це місце обладнане кнопкою виклику до водія а також спеціальними ременями безпеки. Можилвість перевезення інвалідів є великою перевагою для цього автобуса, оскільки зазвичай міжміські автобуси є високопідлоговими, і нічим подібним не обладнані (хоча найновіші проекти можуть і мати, наприклад, електричний пандус); інвалідне місце обладнане спеціальним знаком-іконкою, що вказує на нього. Бокові вікна автобуса, задля забезпечення комфорту для пасажирів, є затонованими, окрім цього, усі бокові вікна автобуса є травмобезпечними (безскалковими), кватирок у вікнах не зроблено, оскільки у автобуса і так досить потужна система вентиляції. Вентиляція у салоні представлена обдувними люками на даху, а також двома двошвидкісними вентиляторами. У автобуса наявна додаткова опція, як кондиціонер, який встановлюється на багатьох подібних автобусів з лінійки Low Entry, тому кватирки автобусові не особливо і потрібні. Система опалення у автобуса теж досить добре розвинена, адже автобус може працювати у будь-яких кліматичних умовах; опалення у салоні представлене двома двошвидісними конвекторами. Освітлення у салоні здійснюється за рахунок великих плафонових  світильників, які розміщені на даху салону.
Кабіни водія, у тривісного автобуса, як такої немає, немає відокремлювальної перегородки та усього іншого, що притаманне міським автобусам Solaris, водійська кабіна відкритого типу, однак, більшість елементів є аналогічними міським автобусам Solaris Urbino: це не є мінусом, навпаки, автобус перейняв усе позитивне від своїх міських, вже небезславних аналогів. Приладова панель автобуса розміщена у стилі півкола, що є дуже зручним при користуванні і управлінні головними клавішами. Оскільки двері для виходу водія з лівого боку немає, зліва від водія розміщено і додаткову панель з клавішами, важіль ручного гальма невеликий та розміщений саме там. Приладова панель автобуса зроблена з пластику, і пофарбована у темні кольори, переважно це темно-сірий або чорний. Клавіші на приладовій панелі розміщені з боків, вони теж чорні, великого розміру та легко читаються завдяки тому, що на них є позначення та малюнки з функціями, які вони позначують. Показникові прилади розміщені посередині приладової панелі. У автобуса немає тих застарілих світлодіодів, які застосовувалися у кінці 1990-х років замість електронних табло контролю за функціями та електронних показників. Однак, головні показникові прилади є механічними, а не електронними, аналогічно міським автобусам Solaris Urbino: тахометр розміщений з правого боку і оцифрований до 3000 об/хв; бензинометр, показник температури та інші менш важливі прилади розміщені знизу панелі з показниками. Спідометр є великого розміру і оцифрований до 125 км/год (автобусові під силу розвинути таку швидкість, або близьку до неї, однак, якщо автобус працює шкільним, на нього встановлюється обмежувач швидкості, Maximal Speed Control, зазвичай <90—100 км/год, хоча і на просто міжміські автобуси часто ставляться обмежувачі); також на автобусі наявний електронний одометр. Як було сказано вище, у автобуса наявне електронне табло контролю, яке вказує включені функції, наприклад, на якій передачі їде автобус, та інші опції, як температура за бортом автобуса. Кермова колонка автобуса оснащена гідропідсилювачем, завдяки якому значно полегшено кермову систему, кермова система — від німецької фірми ZF, на кермі автобуса також вибито емблему Solaris Bus&Coach. Водійське крісло зручне і комфортабельне, воно встановлене на пневмопідвісці, воно встановлене на спеціальних рейках, і тому може відсуватися за потреби. У автобуса автоматична коробка передач, виробництва німецьких фірм ZF або Voith. Водійське крісло має підлокітник, і підлокітник, для забезпечення водія максимальним комфортом при керуванні автобусом, також крісло оснащується ременем безпеки, який обов'язково має бути наявним. Освітлення у кабіні водія відбувається за рахунок плафонового світильника, а також завдяки підсвітці показникових приладів і усіх клавіш; на місці водія може встановлюватися окремий кондиціонер; опалення — як і у салоні, від 2 конвекторів. Місце водія обладнане аптечкою і вогнегасником у разі нещасних випадків та аварій; також місце водія оснащене дзеркалом заднього виду задля огляду салону. Максимальний комфорт при керуванні автобусом роблять високе панорамне лобове скло, високий рівень комфорту на місці водія і «вухасті» бокові дзеркала заднього виду з додатковими дзеркалами.

## Переваги моделі olaris Urbino 15LE

### Безпека
У даного автобуса, як і усіх моделей транспорту, що випускаються Solaris Bus&Coach, наявний високий рівень безпеки для пасажирів, а саме: двері автобуса є притискного типу, а не поворотно-зсувного, і мають набагато менший ризик когось затиснути при відкритті, до того ж, вони мають систему протизащемлення, і одразу відходять на попередню позицію у випадку защемлення когось, двері відкриваються досить повільно. Автобус має систему так званого «повітряного ключа», що блокує хід автобуса з відкритими або не до кінця зачиненими дверима. У разі поломки дверного приводу або його заїдання, як у салоні, так і ззовні є кнопки, завдяки яким виконується аварійне відкриття дверей. В автобусі всюди застосовано травмобезпечні безскалкові склопакети (і на дверях також), які не розлетяться при сильному ударі, а втримаються, завдяки тому, що ці стекла є багатошаровими. Також у автобуса наявні гальмівні системи ABS i ASR (об'єднані у EBS), також є гідравлічний сповільнювач, вмонтований у автоматичну коробку передач, також наявне ручне гальмо.

### Дизайн
Дизайн автобуса перебуває на високому рівні. Сам автобус, як ззовні так і зсередини виглядає дуже симпатично. Симпатичні передня і задня панель облицьовані склопластиком, а кузов автобуса та обшивка зроблені з неіржавкої сталі, що забезпечує автобусові надійність і довговічність і дуже високий ресурс кузова (довговічним робиться увесь модельний ряд Solaris з кузовами з неіржавкої сталі). Автобус обладнаний електронними маршрутовказівниками з різними функціями і спеціальними позначками (див. зображення) Симпатична зелена такса прикрашає передок автобуса і вказує на те, що автобус має низький рівень підлоги при входах, зроблений з підвищеною увагою для пасажирів, комфортний та дружній до екології (Solaris Urbino 15LE оснащені системою компенсації викидів Euro-4). Зручним є і салон автобуса, виконаний у світлих барвах, сидіння розшиті малюнками та лініями.

### Комфорт
Рівень комфорту у міжміського автобуса дуже високий. Крісла в автобусі зручні і комфортабельні, хоч і нерегульовані; у автобуса дуже велика кількість сидячих місць, їх може бути до 61 штуки. Вже не заважує розміщення двигун автобуса — його забрано під підлогу на задньому звисі, завдяки чому вдалося зберегти задній ряд сидінь. В автобуса низький рівень підлоги при входах, що є зручним для будь-яких пасажирів (задня частина має високий рівень). Автобус може перевозити інвалідів у візках завдяки низькій підлозі, також є спеціальний висувний пандус і система кнілінгу кузова, завдяки якій автобус може присісти до рівня тротуару. Комфорт пасажирам також забезпечують тоновані склопакети, хороша вентиляції і опалення, можливе і встановлення кондиціонера. Комфортне і зручне місце водія, у автобуса наявна автоматична коробка передач. Автобус також розрахований на перевезення стоячих пасажирів. Завдяки своїм габаритам, автобус по місткості переважає інші, цілком звичайні автобуси, однак, крупний 14.6-метровий комфортабельний тривісний міжміський лайнер водночас є вертким та чудово адаптованим до будь-яких кліматичних умов. Також автобус може працювати і шкільним, наприклад, розвозячи учнів додому, або на екскурсії, а автобус такої довжини на останньому буде особливо доречним.

### Альтернативи
Автобус Solaris Urbino 15LE, як і багато інших автобусів Solaris, має чимало додаткових можливостей та альтернативних варіантів:
- можливість встановлення переднього мосту іншої моделі ZF RL85A;
- можливість застосування напіврідкого мастила для шасі Vogel KFBS1, замість густого мастила;
- можливість встановлення кондиціонера (додаткова опція)

## Технічні характеристики
| Solaris Urbino 12                              | Solaris Urbino 12                                                                        |
| ---------------------------------------------- | ---------------------------------------------------------------------------------------- |
| Загальні дані                                  |                                                                                          |
| Модель                                         | Solaris Urbino 15LE                                                                      |
| Клас                                           | міжміський автобус шкільний автобус                                                      |
| Виробник                                       | Solaris Bus&Coach                                                                        |
| Проект, рік                                    | 2008                                                                                     |
| Серійний випуск з, рік                         | 2008                                                                                     |
| Серія                                          | Urbino Low Entry                                                                         |
| Кузов                                          |                                                                                          |
| Кузов (загальне описання)                      | одноланкового типу, вагонного компонування, тримальний                                   |
| Основа кузова                                  | готовий кузов з інтегрованою рамою (тримальний кузов)                                    |
| Каркас кузова                                  | неіржавка сталь                                                                          |
| Боковини і дах                                 | неіржавка сталь і алюмінієві листи                                                       |
| Габаритні розміри                              |                                                                                          |
| Довжина, мм                                    | 14590                                                                                    |
| Ширина, мм                                     | 2550                                                                                     |
| Висота, мм                                     | ~3000 (по даху) 3200 (з кондиційною установкою)                                          |
| Передній звис, мм                              | 2700                                                                                     |
| Задній звис, мм                                | 3400                                                                                     |
| Поворотний діаметр, не менше                   | 24.0 метри                                                                               |
| Колісна база, мм                               | 6800 (1—2 вісь), 1690 (2—3 вісь)                                                         |
| Дорожній просвіт, мм                           |                                                                                          |
| Кут з'їзду/виїзду, °                           | 7.0/7.0                                                                                  |
| Споряджена маса, кг                            | 13300—16000 (залежно від спорядження)                                                    |
| Повна маса, кг                                 | 24000                                                                                    |
| Елементи ззовні                                |                                                                                          |
| Світлотехніка (передок)                        | 10 фар (з них 2 протитуманні+2 дальнього світла), з лінзами                              |
| Бампер                                         | заварний, нечіткоокреслений                                                              |
| Лобове скло-триплекс?                          | так                                                                                      |
| Такса-символ Соларіс                           | наявна, присідає, вказуючи на групу LE                                                   |
| Вітрове скло                                   | панорамне, суцільне, загнуте з боків, безскалкове                                        |
| Склоочисники                                   | 2 тришвидкісні горизонтального типу                                                      |
| Бокові дзеркала заднього виду                  | сферичні, звішуються у стилі «вуха зайця», з електропідігрівом та додатковими дзеркалами |
| Маршрутовказівники                             | електронні табло з різними функціями (детальніше у описанні моделі)                      |
| Розташування двигуна                           | задній звис (тобто задок), уміщений під підлогу                                          |
| Колеса                                         | 295/80R×22.5 (радіальні і дискові кріплення)                                             |
| Осі, штук                                      | тривісний (6×2)                                                                          |
| Шасі                                           |                                                                                          |
| Передня вісь                                   | ZF RL 75 EC (стандартна) ZF RL 85 A (альтернативна)                                      |
| Ведуча вісь, модель                            | ZF A-132                                                                                 |
| Додаткова вісь, модель                         | ZF RL 85 A/N                                                                             |
| Змазка шасі                                    | густе масло (стандартне) Vogel KFBS1 (необов'язкове, напіврідке)                         |
| Гальмівна система (робоча)                     | пневматична, двоконтурна                                                                 |
| Ручне гальмо                                   | наявне                                                                                   |
| ABS                                            | наявна                                                                                   |
| ASR                                            | наявна                                                                                   |
| Гідравлічний сповільнювач                      | наявний, влаштований у АКПП                                                              |
| Передня підвіска                               | незалежна                                                                                |
| Задня підвіска                                 | залежна пневматична                                                                      |
| Салон                                          |                                                                                          |
| Кількість дверей і тип                         | 1 одностулкові+1 двостулкові, притискного типу                                           |
| Система протизащемлення                        | наявна                                                                                   |
| Систем повітряного ключа                       | наявна                                                                                   |
| Система кнілінгу ECAS                          | присутня; спускання на 7 см, підіймання на 6 см                                          |
| Формула дверей                                 | 1—2                                                                                      |
| Висота підлоги при входах, см                  | 32                                                                                       |
| Настил підлоги                                 | лінолеум з блискітками                                                                   |
| Поручні                                        | тонкого типу, зі сталевої труби, можуть приєднуватися до сидінь                          |
| Сидіння                                        | м'які, роздільного типу, з пластиковими підлокітниками (детально у описі)                |
| Кількість сидінь                               | 46—61 (залежно від комплектації)                                                         |
| Кількість стоячих місць                        | ?                                                                                        |
| Автобус здатний перевозити інвалідів у візках? | так                                                                                      |
| Висувний пандус                                | наявний, габаритами 100×95 см, складається/розкладається вручну                          |
| Підсвітка у салоні                             | плафонові світильники на даху                                                            |
| Вентиляція у салоні                            | 2 двошвидкісні вентилятори, можливе встановлення кондиціонера                            |
| Опалення у салоні                              | 2 двошвидкісні конвектори                                                                |
| Бокові вікна                                   | тоновані, травмобезпечні безскалкові склопакети                                          |
| Кондиціонер                                    | додаткова опція                                                                          |
| Місце водія                                    |                                                                                          |
| Вентиляція біля сидіння водія                  | через зсувну кватирку+вентилятор, кондиціонер (опція)                                    |
| Крісло водія                                   | м'яке на пневмпідвісці; регулюється спинка і крісло зсувається на рейках                 |
| Приладова панель                               | у формі півкола з твердого пластику                                                      |
| Кермова система                                | ZF 8098 Servocom (з гідропідсилювачем)                                                   |
| Підкермові важелі                              | об'єднано у один мультиджойстик                                                          |
| Педалі                                         | Wabco, 2                                                                                 |
| Коробка передач                                | автоматична ZF 6 HP Ecomat 4 або Voith Diwa 5                                            |
| Кількість ступенів КПП                         | 6 (5+1)                                                                                  |
| Двигун і динамічні характеристики              |                                                                                          |
| Тип палива                                     | дизель/метан (модифікація CNG)                                                           |
| Марка двигуна (для конкретно цієї модифікації) | DAF PR265 (дизельний)                                                                    |
| Потужність, кіловат                            | 266                                                                                      |
| Робочий об'єм, літри                           |                                                                                          |
| Кількість циліндрів, штук                      | 6                                                                                        |
| Максимальний обертальний момент, Нм            |                                                                                          |
| Місткість паливного бака, літри                | 300                                                                                      |
| Додаткова система підігріву                    | Spheros (Webasto)/ альтернатива Eberspächer                                              |
| Додатковий Ad-Blue tank, розрахований, на      | 40 літрів                                                                                |
| Відповідність нормам щодо викидів              | Euro-4                                                                                   |
| Максимальна швидкість руху, км/год             | 120                                                                                      |